# Le Plessis-Belleville
Le Plessis-Belleville är en kommun i departementet Oise i regionen Hauts-de-France i norra Frankrike. Kommunen ligger i kantonen Nanteuil-le-Haudouin som tillhör arrondissementet Senlis. År 2022 hade Le Plessis-Belleville 3 822 invånare.

## Befolkningsutveckling
Antalet invånare i kommunen Le Plessis-Belleville
| Referens: INSEE |